# Iona Yakir
Iona Emmanouilovitch Yakir (russe : Иона Эммануилович Якир), né le 3 août 1896 à Kichinev et mort le 12 juin 1937 à Moscou, est un commandant en chef de l'Armée rouge qui fut un réformateur militaire majeur de l'entre-deux-guerres. 

## Biographie
Né de parents juifs, pharmaciens à Kichinev (aujourd'hui Chișinău, en Moldavie), il fit ses études à Bâle (Suisse). Il devint membre du Parti bolchévique en 1917.
Commandant des troupes de l'Armée rouge en Ukraine durant la guerre civile, il réforma l'armée en collaboration avec Mikhaïl Frounze et Toukhatchevski. Il devint commandant de l'Armée rouge pour l'Ukraine à la mort de Frounze en novembre 1925. C'est lui qui a notamment été à l'origine des armées de chars et de l'aviation soviétique.
Pris dans les purges staliniennes en même temps que Toukhatchevski, sous l'accusation montée de toutes pièces par Nikolaï Iejov d'être un agent nazi, il fut jugé lors du procès de Moscou de mai-juin 1937, condamné à mort le 11 juin de la même année et exécuté le lendemain par le bourreau Vassili Blokhine.
En 1957, Nikita Khrouchtchev l'a réhabilité.